# Det handler om væsner
Det handler om væsner er en roman fra 2005 skrevet af den danske forfatter Martin Petersen. Historien omhandler drengen Vitus, som er kommet i puberteten. Der er en del splid i hans familie, og der er problemer i skolen. En dag tager Vitus sine forældre i at have sex, og han opdager en ny verden.
| Bog | Spire Denne artikel om bøger og tidsskrifter er en spire som bør udbygges. Du er velkommen til at hjælpe Wikipedia ved at udvide den. |